# I. e. 6. század

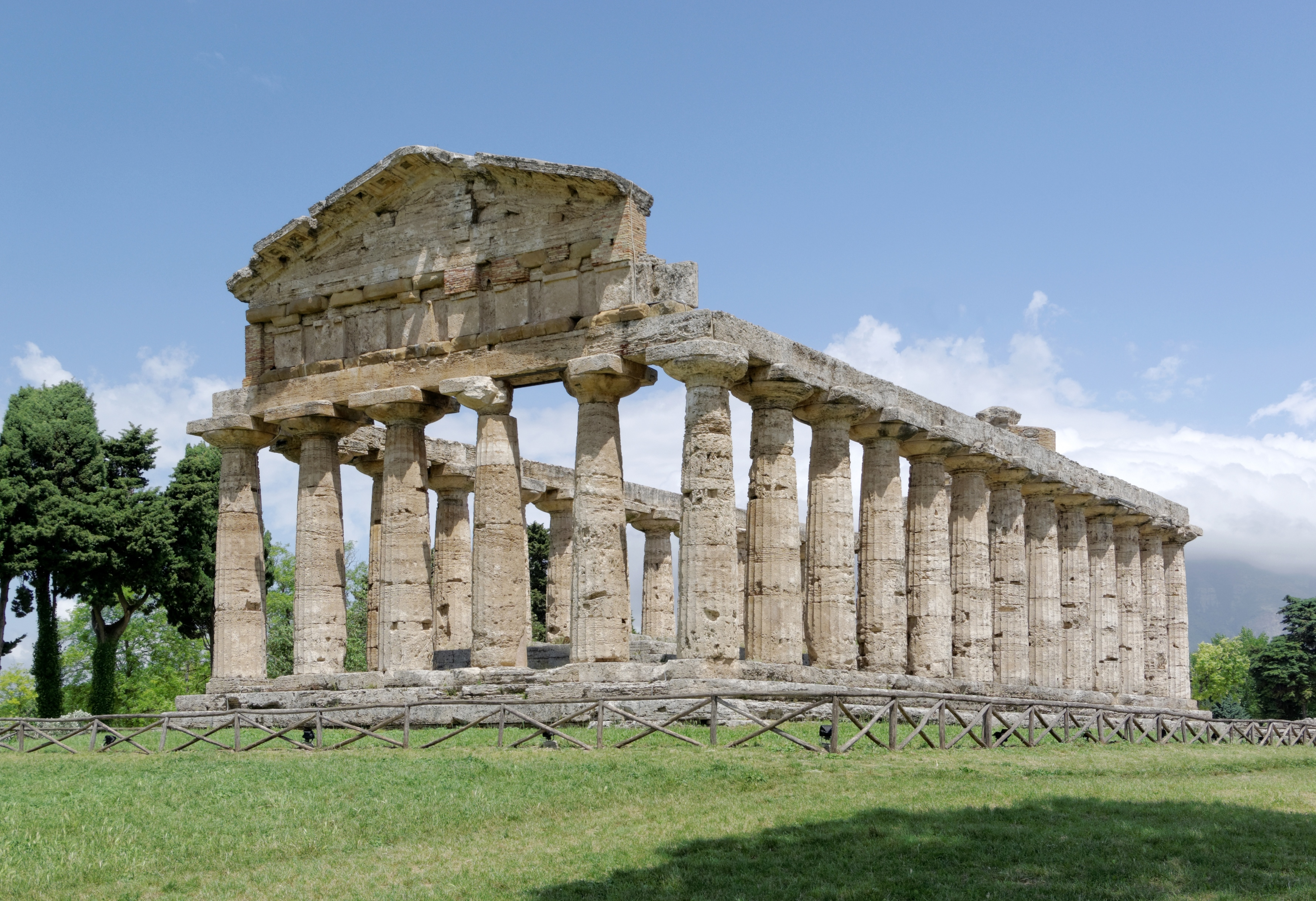
Paestum templomának romja

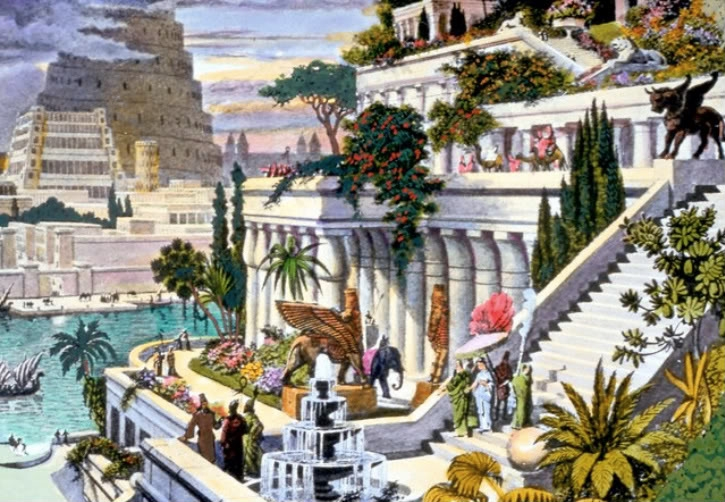
Szemiramisz függőkertje, Újbabiloni Birodalom

## Események

A Közel-Kelet az i. e. 6. század kezdetén

Az Óperzsa Birodalom kiterjedése és további hódítások
-II. Kurus (Cyrus) idején
-II. Kambüszész (Kambúdzsija) idején
-I. Dáreiosz (Dárajavaus) idején

### Európa
- Az etruszkok virágkora
- i. e. 550 körül: A Kárpát-medencében megjelennek a szkíták
- i. e. 510: az etruszk uralom és a Római Királyság vége, Tarquinius Superbus római királyt megfosztják hatalmától.

#### Görögök
- A század első felében megalakul a Boiót Szövetség
- A poliszok kora (i. e. 8. század - i. e. 323)
  - i. e. 594: Szolón arkhón reformjai. A timokratikus köztársaság felállítása az ókori Athénban. Az adósrabszolgaság megszüntetése.
  - Spárta létrehozza a Peloponnészoszi Szövetséget
  - i. e. 510: A türannisz vége Athénban
  - Kleiszthenész létrehozza a világ első demokráciáját
  - Athéni népgyűlés

### Ázsia
- Újbabiloni Birodalom
  - A birodalom virágzása II. Nabú-kudurri-uszur (i. e. 605–562) alatt
  - i. e. 586: A babiloni sereg véget vet a Júdai Királyságnak, beveszi Jeruzsálemet és lerombolja a várost és annak szentélyét. A zsidó lakosság nagy részét áttelepítik Mezopotámiába (→ babiloni fogság).
  - i. e. 562: II. Nabú-kudurri-uszur halálát követően a Birodalom hanyatlásnak indul
  - i. e. 539: Nagy Kürosz perzsa király ostrom nélkül átveszi a hatalmat Babilonban, az Újbabiloni Birodalom vége.
- Perzsa Birodalom:
  - i. e. 550: Nagy Kürosz, a méd fennhatóság alatt álló perzsák fejedelme megdönti a médek államát és megalapítja a Akhaimenidák óperzsa birodalmát
  - i. e. 539: Kürosz ostrom nélkül átveszi a hatalmat Babilonban
  - I. e. 525: II. Kambüszész perzsa nagykirály Pelusiumnál legyőzi a III. Pszammetik egyiptomi fáraó seregét, majd a Perzsa birodalomhoz csatolja Egyiptomot
  - I. e. 522: Polgárháború az Óperzsa Birodalomban, amiből I. Dareiosz kerül ki győztesen.
  - I. e. 510-es évek: I. Dareiosz sikertelen hadjárata az európai szkíták ellen
- Kína: 
  - "tavasz és ősz korszak"  (i. e. 771 - i. e. 476)
- India: 
  - A középső Gangesz-völgyben megszilárdul a Magadha állam

### Afrika
- i. e. 590-es évek: II. Nékó fáraó parancsára a föníciaiak körülhajózzák Afrikát.[1]
- i. e. 570–526: II. Jahmesz, az ókori Egyiptom utolsó jelentős uralkodója

## Kultúra

### Ázsia

#### Közel-Kelet
- Babilon az Újbabiloni Birodalom központjaként világváros
  - Istár-kapu
  - Szemiramisz függőkertje
- i. e. 530-as évek: Megkezdődik Jeruzsálem újjáépítése és a Második Templom építése. Az 510-es években felavatják a 2. templomot.
- i. e. 515:[2] Perszepoliszt elkezdik építeni.

#### Távol-Kelet
- Kína:
  - Az Út és Erény könyve (Tao-tö-king), a tao szerinti élet tanításai
  - A háború művészete, Kína hadtudományos irodalmának egyik legrégebbi és legnagyobb hatású alkotása

### Közép-Amerika
- Olmék-civilizáció

### Dél-Amerika
- Paracas-kultúra
- Kimbaja-kultúra kezdete

### Fekete-Afrika
- A Nok-kultúra (i.e. 1000 - i.sz. 300)

## Fontosabb személyek

### Uralkodók
- II. Nabú-kudurri-uszur (ur: i. e. 605 – i. e. 562) az Újbabiloni Birodalom második, legismertebb királya volt; a Bibliában Nebukadneccár, Nabukodonozor néven
- II. Kurus perzsa király
- II. Kambüszész perzsa király
- I. Dárajavaus perzsa király (I. Dareiosz)

#### Uralkodóház
- Egyiptomban: XXVI. dinasztia
- Perzsiában: Akhaimenida-ház
- A Babiloni Birodalomban: XI. (Kháld) dinasztia

### Egyéb
- Püthagorasz (i. e. 570 – i. e. 495) preszókratikus filozófus és matematikus, a püthagoreus filozófiai iskola megalapítója
- Szolón (i. e. 638 – i. e. 558) működése Athénban
- Thalész (i. e. 624 - i. e. 546), a matematika és filozófia "atyja", a materialista milétoszi filozófiai iskola első képviselője

### Vallásalapító
- Zarathustra kb. (i. e. 628 – i. e. 551) működése Perzsiában
- Gautama Sziddhártha - Buddha, vallásalapító működése Indiában (i. e. 563– i. e. 483)
- Mahávíra, a dzsainizmus egyik fő prófétája, alapítója
- Lao-ce kínai filozófus, a taoizmus mestere
- Konfuciusz filozófus működése Kínában (i. e. 551 – i. e. 479)

## Fontos régészeti leletek, kultúrkincsek
- Duenos-felirat
- La Venta, olmék régészeti lelőhely

## Évtizedek és évek
Az időszámításunk előtti 6. század i. e. 501-től i. e. 600-ig tart.
| i. e. 600-as évek | i. e. 609 | i. e. 608 | i. e. 607 | i. e. 606 | i. e. 605 | i. e. 604 | i. e. 603 | i. e. 602 | i. e. 601 | i. e. 600 |
| i. e. 590-es évek | i. e. 599 | i. e. 598 | i. e. 597 | i. e. 596 | i. e. 595 | i. e. 594 | i. e. 593 | i. e. 592 | i. e. 591 | i. e. 590 |
| i. e. 580-as évek | i. e. 589 | i. e. 588 | i. e. 587 | i. e. 586 | i. e. 585 | i. e. 584 | i. e. 583 | i. e. 582 | i. e. 581 | i. e. 580 |
| i. e. 570-es évek | i. e. 579 | i. e. 578 | i. e. 577 | i. e. 576 | i. e. 575 | i. e. 574 | i. e. 573 | i. e. 572 | i. e. 571 | i. e. 570 |
| i. e. 560-as évek | i. e. 569 | i. e. 568 | i. e. 567 | i. e. 566 | i. e. 565 | i. e. 564 | i. e. 563 | i. e. 562 | i. e. 561 | i. e. 560 |
| i. e. 550-es évek | i. e. 559 | i. e. 558 | i. e. 557 | i. e. 556 | i. e. 555 | i. e. 554 | i. e. 553 | i. e. 552 | i. e. 551 | i. e. 550 |
| i. e. 540-es évek | i. e. 549 | i. e. 548 | i. e. 547 | i. e. 546 | i. e. 545 | i. e. 544 | i. e. 543 | i. e. 542 | i. e. 541 | i. e. 540 |
| i. e. 530-as évek | i. e. 539 | i. e. 538 | i. e. 537 | i. e. 536 | i. e. 535 | i. e. 534 | i. e. 533 | i. e. 532 | i. e. 531 | i. e. 530 |
| i. e. 520-as évek | i. e. 529 | i. e. 528 | i. e. 527 | i. e. 526 | i. e. 525 | i. e. 524 | i. e. 523 | i. e. 522 | i. e. 521 | i. e. 520 |
| i. e. 510-es évek | i. e. 519 | i. e. 518 | i. e. 517 | i. e. 516 | i. e. 515 | i. e. 514 | i. e. 513 | i. e. 512 | i. e. 511 | i. e. 510 |
| i. e. 500-as évek | i. e. 509 | i. e. 508 | i. e. 507 | i. e. 506 | i. e. 505 | i. e. 504 | i. e. 503 | i. e. 502 | i. e. 501 | i. e. 500 |
| i. e. 490-es évek | i. e. 499 | i. e. 498 | i. e. 497 | i. e. 496 | i. e. 495 | i. e. 494 | i. e. 493 | i. e. 492 | i. e. 491 |           |